# Agnieszka Kaźmierczak
Agnieszka Kaźmierczak ist eine polnische hohe Beamtin der Europäischen Union. Seit Oktober 2023  leitet sie als Generaldirektorin den Internen Auditdienst (IAS).

## Leben
Agnieszka Kaźmierczak absolvierte von 1987 bis 1993 ein Studium der angewandten Linguistik mit Masterabschluss an der Universität Warschau. Zusätzlich erwarb sie 1996 ein Diplom in öffentlicher Verwaltung und qualifizierte sich als Auditor. Sie war dann in der nationalen Verwaltung und im privaten Sektor im Bereich des internen Audits tätig.
Kaźmierczak trat 2005 im Internen Audit-Dienst in den Dienst der Kommission und übernahm dort von 2007 bis 2014 eine Stellung als Direktorin, danach bis 2019 in der Gemeinsamen Direktion Verwaltungsdienstleistungen (DG MOVE ENER). Im April 2019 wechselte sie als Generaldirektorin in die Leitung der Euratom-Versorgungsagentur, deren Aufgabe es ist, die Versorgung der EU mit Kernbrennstoff sicherzustellen.